# Espacio hiperconexo
En Topología (rama de la Matemática), un espacio topológico es hiperconexo si no es unión de dos subconjuntos cerrados propios.

## Definición
Sea {\displaystyle (X,\tau )} un espacio topológico (con {\displaystyle X\neq \varnothing }). Se dice que {\displaystyle X} es hiperconexo o irreducible si cuando {\displaystyle B,C\subsetneq X}, donde {\displaystyle B} y {\displaystyle C} son cerrados entonces {\displaystyle X\neq B\cup C}.
- Datos: Q1673182